# Грб Екваторијалне Гвинеје
Грб Екваторијалне Гвинеје је званични хералдички симбол афричке државе Екваторијалне Гвинеје. Грб је усвојен 21. августа 1979. године.

## Опис
У средини грба је сиви штит у ком се налази дрво свиленог памука, односно „Божије дрво“, место где је склопљен први споразум између Шпаније и локалног владара. Изнад штита се налази шест жутих звезда које симболизују копно и пет главних острва, а испод штита се налази национална крилатица Екваторијалне Гвинеје „јединство, мир, правда“ (шпн. "Unidad, Paz, Justicia")
Исти мотиви се могу видети и на застави Екваторијалне Гвинеје.